# Aktiniopteris
Aktinijopteris (lat. Actiniopteris), rod trajnica iz porodice Pteridaceae. Postoji 5 priznatih vrsta koje rastu po južnoj i jugozapadnoj Aziji i Africi

## Vrste
1. Actiniopteris australis (L.f.) Link
2. Actiniopteris dimorpha Pic.Serm.
3. Actiniopteris pauciloba Pic.Serm.
4. Actiniopteris radiata Link
5. Actiniopteris semiflabellata Pic.Serm.